# Elephantomyia (Elephantomyia) orthorhabda
Elephantomyia (Elephantomyia) orthorhabda is een tweevleugelige uit de familie steltmuggen (Limoniidae). De soort komt voor in het Neotropisch gebied.